# 子車氏三良
子車氏三良（？—前621年），是子車奄息、子車仲行、子車鍼虎三兄弟的合稱。三人均是春秋时期秦国大夫，生活于秦穆公时期，秦穆公死时，三兄弟为之陪葬。

## 生平
子車三兄弟出自東周春秋时期秦國的世族，三人为秦国忠良，辅佐秦穆公，世稱三良。秦穆公三十九年（公元前621年），秦穆公去世，殉葬177人，子车氏兄弟三人也被殉葬。当时秦国人作《黄鸟》一诗来悼念他们：
交交黄鸟，止于棘。谁从穆公？子车奄息。维此奄息，百夫之特。临其穴，惴惴其栗。彼苍者天，歼我良人！如可赎兮，人百其身！
交交黄鸟，止于桑。谁从穆公？子车仲行。维此仲行，百夫之防。临其穴，惴惴其栗。彼苍者天，歼我良人！如可赎兮，人百其身！
交交黄鸟，止于楚。谁从穆公？子车鍼虎。维此鍼虎，百夫之御。临其穴，惴惴其栗。彼苍者天，歼我良人！如可赎兮，人百其身！

## 评价
《左传》、《史记》惋惜三良之死，批评秦穆公以野蠻的制度害死忠良，认为秦穆公没有成为盟主是理所当然。后世文学家王粲亦依附此观点。
《汉书·匡衡传》及应劭之注，称秦穆公生前与三兄弟饮酒，说“生共此乐，死共此哀。”奄息三人允诺，秦穆公死而三人从殉，认为三良不是被迫殉葬，而是履行诺言。后世文学家如曹植、陶渊明等认同此观点。

## 考古發現
2014年，“子车戈”出土于甘肃省甘谷县的毛家坪遗址。2012年至2014年，由甘肃省文物考古研究所等5家单位组成的早期秦文化联合考古队对该遗址进行了勘探，共发掘墓葬199座，出土铜容器51件，陶器约500件，年代从西周晚期延续至战国中晚期。墓中有五鼎四簋，戈上铭文有两列共14个字，右列前六字为“秦公作子车用”，余字锈蚀不清。该古物印证了子车奄息、子車仲行、子車鍼虎为秦穆公陪葬的历史事件。